# Володин, Виктор Михайлович
Виктор Михайлович Володин (род. 10 декабря 1951, Богословка, Пензенская область) — российский экономист. Доктор экономических наук, профессор. Директор института экономики и управления Пензенского государственного университета с 2002 по 2023 гг.
Руководитель научно-педагогической школы «Кооперация и интеграция в отраслях народного хозяйства» ПГУ.

## Биография
Родился 10 декабря 1951 года в селе Богословка Пензенского района Пензенской области.
В 1975 году окончил Пензенский политехнический институт (ныне — ПГУ), получив квалификацию инженера-электромеханика.
С 1975 по 1976 гг.– младший научный сотрудник Пензенского политехнического института.
С 1976 по 1979 гг. – заместитель секретаря парткома Пензенского политехнического института.
С 1979 по 1987 гг. – заведующий промышленно-транспортным отделом Ленинского РК КПСС.
С 1987 по 1990 гг. – второй секретарь Ленинского РК КПСС.
С 1990 по 1991гг. – Первый секретарь Ленинского РК КПСС.
С 1991 по 1992 гг. – директор совхоза Русско-Ишимский Городищенского района.
С 1992 по 1997 гг. – председатель АОЗТ – Русско-Ишимское Городищенского района.
С 1992 по 1997 гг. – ведущий специалист проект-управления регионального бизнеса ОАО «Банк Менотеп»; с 1997 по 1998 гг.– ведущий специалист в филиале ОАО Банка «Менатеп» города Пензы.
С 1998 по 1999 гг. – главный менеджер в филиале ОАО «Банка «Менатеп».
С 1999 по 2000 гг. – заместитель генерального директора промышленной компании ООО «Корунд».
В 2002 году был генеральным директором агропромышленного предприятия ООО «Корунд» (Пенза).
C 2002 по 2023 гг. – директор Института экономики и управления ПГУ.
С 2023 по н/вр. – профессор кафедры «Менеджмент и экономическая безопасность» ПГУ.

## Научная деятельность
В 1997 году защитил диссертацию на соискание ученой степени кандидата экономических наук на тему «Формирование и функционирование сельскохозяйственных производственных кооперативов».
В 2001 г. защитил диссертацию на соискание ученой степени доктора экономических наук по специальности на тему: Производственная кооперация в сельском хозяйстве: Теория, методология, опыт» в диссертационном совете Всероссийского Научно-исследовательского института экономики, труда в сельском хозяйстве.
Организатор и руководитель научно-педагогической школы «Кооперация и интеграция в отраслях народного хозяйства» ПГУ (с 2003 года). В рамках школы под руководством В.М. Володина подготовлены к защите 28 кандидатов и 3 доктора экономических наук.

## Публикации
Автор более 160 научных публикаций: в ведущих научных рецензируемых журналах, индексируемых в БД Scopus и WoS, включённых в Перечень Высшей аттестационной комиссии (ВАК) при Министерстве науки и высшего образования Российской Федерации, учебных и учебно-методических пособий, монографий (в том числе коллективных).
Некоторые труды:
- Володин В.М., Бадеева Е.А. Механизм развития «Государство - ВУЗ - Бизнес» - сотрудничества // Известия высших учебных заведений. Поволжский регион. Общественные науки. 2016. №3. С.162-175
- Дорофеев В.Д., Володин В.М., Сергеева И.А. Государственная политика обеспечения экономической безопасности России. Известия высших учебных заведений. Поволжский регион. Общественные науки. Экономика. 2015. № 4.
- Володин В.М., Слепцов Н.В. Концепция построения комплексных информационных систем управления предприятиями // Известия высших учебных заведений. Поволжский регион. Общественные науки. 2005. №4(19).
- Володин В.М., Каргин Ю.И., Захаркина Р.А., Каргин Г.И., Зелев М.В. Аграрная Россия: история, проблемы, тенденции. Монография. Пенза: Информационно-издательский центр Пензенского государственного университета, 2007 г.
- Володин В.М., Терешин Е.М. Современная дефиниция понятия «кластер» и подходы к формализации этого явления // Экономические науки. 2010. №2.
- Володин В.М., Терешин Е.М. Системно-синергетический подход к синтезу основ управления социально-экономическими образованиями // Экономические науки. 2010. №5.
- Володин В.М., Дубова Л.Н. Кооперация и интеграция в АПК. Учебник. Гриф Учебно-методического объединения по образованию в области производственного менеджмента в качестве учебника для студентов, обучающихся по специальности 080502 «Экономика и управление на предприятии АПК». – Пенза: Издательство Пензенского государственного университета, 2005 г.

## Награды
- Почетная грамота Министерства образования и науки РФ;
- Почетная грамота Законодательного собрания Пензенской области;
- Памятный знак «За заслуги в развитии города Пензы» (2011)[5].